# 622
Năm 622 là một năm trong lịch Julius. 